# حمیدو تانگارا
حمیدو تانگارا (انگلیسی: Hamidou Tangara؛ زادهٔ ۱۲ نوامبر ۱۹۷۶) بازیکن فوتبال است.
وی همچنین در تیم ملی فوتبال مالی بازی کرده‌است.